# Somewhere in Europe
"Somewhere in Europe" (tradução portuguesa: "Algures na Europa" ) foi a canção que representou a Irlanda no Festival Eurovisão da Canção 1990, interpretada em inglês por  Liam Reilly. Foi a 17.ª canção a ser interpretada na noite do festival, a seguir à canção portuguesa "Há sempre alguém", interpretada por Nucha e antes da canção sueca "Som en vind", interpretada por Edin-Ådahl. Terminou a competição em segundo lugar, recebendo um total de 132 pontos. 

## Autores
- Letra e música: Liam Reilly (nome verdadeiro Liam O'Reilly)
- Orquestração:Noel Kelehan

## Letra
A canção é uma balada, na qual Reilly canta sobre o desejo de encontrar uma sua antiga amante novamente. Ele canta que ele está na Irlanda, o que implica que o romance teve lugar durante uma viagem pela Europa. Ele relembra-se sobre o relacionamento que eles tiveram (em lugares como Bruxelas, Amesterdão e a Floresta Negra, tal como pede à sua antiga amada para o encontrar em Paris, entre outras localizações com o objetivo de reacender o romance. 